# Sonnenblicke auf der Flucht
Sonnenblicke auf der Flucht ist ein auf Künstlicher Intelligenz basierendes Gedicht aus dem Jahre 2018. Es gehört zum Bereich der computergestützten Textgenerierung in der Digitalen Poesie, die ihre Anfänge mit den ersten computergenerierten Gedichten bereits am Ende der 1950er Jahre hatte.
Eine Wiener Werbeagentur ließ nach eigenen Angaben Algorithmen das gesamte Werk von Johann Wolfgang von Goethe und Friedrich Schiller verarbeiten und die Künstliche Intelligenz auf Basis dieser Daten eigene Gedichte erstellen. Das Gedicht besteht aus 13 Versen, angeordnet in vier unterschiedlich langen Strophen.
Auf der Flucht gezimmert in einer

   Schauernacht.

[...]

Seelenvolle Tänze und heiligen Lippen der

    Schande. 

Flammen auf dem Flur, Licht in den 

    Kehlen. 

Das Böse bestet sich auf der Wiese, die 

    Götter rennen. 

Glocken hallen, Donner schwingen.
 (Auszug aus Sonnenblicke auf der Flucht, 2018)
Veröffentlicht wurde das Gedicht in einer Publikation der Frankfurter Verlagsgruppe Holding AG.
Die Lyrikerin Ulla Hahn bekam es am Welttag der Poesie zugeschickt und bemerkte nach eigener Aussage nicht, dass es sich um ein von einer Maschine geschriebenes Gedicht handelte, auch wenn sie das Gedicht als nicht neuartig beurteilte und befand, es bemühe sich um „Sinnaufbau durch Sinnabbau“.
Das Gedicht sorgte für Debatten um die Rezeption computergenerierter Werke, bei denen laut Kathrin Passig leicht ästhetische Effekte auftreten können, wenn es sich um Lyrik oder abstrakte Kunst handelt, also Werke, die sehr offen interpretiert werden können. Aus dieser Sicht wird Sonnenblicke auf der Flucht als weniger erstaunlich beurteilt. Maschinen seien „Gestaltungsspezialisten“ und machten Vorschläge, aus denen der Mensch dann auswähle.